# Constantin Gillies
Constantin Gillies (* 1970) ist ein deutscher Journalist und Autor.

## Leben
Gillies ist studierter Diplom-Volkswirt mit einem Abschluss der Universität Bonn. Er ist seit 1998 leitender Redakteur eines Informationsdienstes. Außerdem arbeitete er von 1999 bis 2003 als Korrespondent der WELT in Bonn, seit 2011 als fester Korrespondent der Handelszeitung. Als freier Autor lieferte er Beiträge zu diversen Tageszeitungen und Magazinen, unter anderem Berliner Morgenpost, Handelsblatt, Welt am Sonntag,
FAZ, VDI-Nachrichten, Computerwoche, Hamburger Abendblatt und Weltwoche.
Er lebt mit seiner Familie in Köln.

## Auszeichnungen
2013: Gewinner des Deutschen Preises für Innovationsjournalismus

## Bücher
- Altsystem. Amazon Publishing, 2023, ISBN 979-88-7041522-2.
- Die letzte Mission. Amazon Publishing, 2022, ISBN 979-84-2176881-4.
- System Absturz. CSW, 2020, ISBN 978-3-941287-79-2.
- 00:01. CSW, 2018, ISBN 978-3-941287-63-1.
- Retroland. CSW, 2016, ISBN 978-3-941287-72-3.
- Das Objekt. Goldmann, 2015, ISBN 978-3-442-48132-3.
- Endboss. CSW, 2012, ISBN 978-3-941287-10-5.
- Restewampe. Ullstein, 2012, ISBN 978-3-548-37491-8.
- Der Bug. CSW, 2010, ISBN 978-3-941287-47-1.
- Wickelpedia. Ullstein, 2009, ISBN 978-3-548-28195-7.
- Extraleben. CSW, 2008, ISBN 978-3-9811417-5-7.
- Die Macht mit uns. Rowohlt, 2005, ISBN 978-3-499-62007-2.
- Wie wir waren. Wiley-VCH, 2003, ISBN 978-3-527-50066-6.[3]